# 狭間鎮秀
狭間 鎮秀（はざま しずひで）は戦国時代の武将。大友家家臣。官途は山城守。鑑秀とも。狭間家17代最後の当主。

## 略歴
鎮秀は狭間鑑秀の子としてに誕生。
心が寛く、武略に優れた人物だったという。また領民から慕われる領主としての一面も兼ね備えていた。
鎮秀に関する書状は殆ど残っていないが、甲斐清右衛門宛連署安堵状が発見されており、行政面でも活躍していることがわかる。
天正年間に大友宗麟に仕え、宗麟（義鎮）の「鎮」の字を頂いている。
天正6年（1578年）の耳川の戦いでは日向国土持氏攻めで奮戦し、松尾城・土持城攻略の後宗麟の子・大友義統から【土持落去刻自身分捕之由、粉骨の儀候、弥馳走肝要候必、追而一段可賀之候、恐々謹言 卯月十五日 大友義統 狭間勘解由允 殿】という感状を得た。しかし大友氏は島津義久に惨敗し、鎮秀も家臣や弟を失ったが、重傷の同僚（勘解由某）を避難させ、しんがりを見事務めている。
天正14年（1586年）豊薩合戦が起こると、仙石秀久や十河存保・長宗我部元親ら豊臣軍の援軍が来るも、戸次川の戦いで惨敗し、府内城にいた宗麟・義統父子は丹生島城に逃げ込んだ。なお義統に至っては恐怖のあまり高崎山に逃亡し女を呼ぶ始末だった。この状況を庄内の大津留氏・湯布院の奴留湯氏はあきれ返ってみていたが、鎮秀だけは義統を励ます発言をしたという。
鎮秀は宗麟ら逃亡の際にしんがりを務め、妙見神社に戦勝祈願をした後、領民を守るために居城の権現岳城・燕鳥岳支城に家臣の馬場庄蔵・向井藤蔵・仲元寺甲斐之助・平野馬之丞・三ヶ尻長門・園田六郎・二宮源助・宮崎大学・須美太郎右衛門・平井将監ら400名と共に籠城した。
高長谷山に進駐する島津義弘配下の新納右衛門佐久時（久将）を大将とする4000を迎え撃った。島津軍は二手に分かれて攻撃を仕掛けてきたが鎮秀は城下の猿渡川で奇襲し、川が血に染まる激戦となった。その後も島津軍・新納忠元と狭間軍・平松上野介と向井藤蔵による戦いもみられる。
毎晩の夜襲や矢・大木・岩石による攻撃で島津軍は多くの将兵が戦死し、一方狭間軍も重臣・二宮源助らの戦死者や長い籠城で病死・餓死者が続出していた。
1ヶ月後、島津軍は講和を提案し停戦となった。講和の条件は鎮秀の息子を人質として島津軍の兵士10人と交換することだった。
このとき息子の塩松丸は病にかかり脱出中、大竜で死亡している。そのため源助の弟である二宮庄次郎の志願により身代わりに出している。こうして鎮秀は苦渋の決断の末、島津家久に和平書を調印し戦は終了した。翌年、島津家は豊臣秀吉に降伏し、豊薩合戦が終了。この年、宗麟が病死している。
豊薩合戦終了後、鎮秀の単独講和に異議を唱える大友家臣が出た。壮絶な討死を遂げたものや戦争終了まで戦い続けたものが多い大友家中では鎮秀の行動はよく思われなかったのである。特に狭間氏の支配下にある宇佐龍王城で奮戦した家臣達は、援軍が一切なく苦戦を強いられたことを恨み、鎮秀が島津軍と内通しているのではと疑ったという（当時の情報伝達状況を考えると、狭間軍が島津軍に降参し、大友本拠への進軍を許した、すなわち寝返りに見えるため、家中での疑いの目はやむを得ないものである。）。
弁明のため、鎮秀は鬼瀬で討ちとった島津兵の首9つを主君・義統に差し出し忠誠を見せたので不問となった。また人質に出していた二宮庄次郎を救出することにも成功している。
しかしその後、大友の重臣層からの讒訴があり、義統から「鎮秀追討」の命令が出され、鎮秀は逃亡を余儀なくされる。
天正16年（1587年）6月2日鎮秀は数十人の家来を連れて湯布院に逃れるも、宗像掃部助鎮続・大津留民部少輔によって殺害された。
龍祥寺にいた父・鑑秀もこの報を聞くと自害している。これにより事実上狭間氏は滅亡となる（鎮秀の子に秀長なるものがおり、また子孫とされる方の存在から血筋は続いていることは確認できる）。狭間氏に関する文書も多くが処分されている。
慶長8年（1603年）に供養塔が建てられ始めると池ノ上の慶福寺・龍祥寺墓地・向原の光源地蔵庵の三ヶ所に建てられた。墓は湯布院と挾間にある。

## 狭間氏について

### 概要
狭間氏は大友家2代当主・大友親秀の4男・狭間四郎直重が祖である。
文永11年（1274年）10月20日に蒙古が襲来し、直重は兄で3代目当主の大友頼泰に従い、文永の役での鳥飼潟の戦い・弘安の役での志賀島の戦いで奮戦する。その後恩賞により挾間村に住み始め土着した。また阿南荘地頭職・松富名など35町の地頭職を兼任し大友惣領家からの信任が厚い人物だった。阿南郷竜原村権現岳に城を構えたと伝わるが、これは後世の作為だとされている。
直重は怪力であり、普通の人間では持ち上げられない大石を軽々と運んだ逸話がある。
南北朝時代、狭間直親は南都警固や後醍醐天皇の信任に活躍がみられる。
狭間政直は足利尊氏に属して転戦し、また主家大友家を助け、守護大名としての大友家を作り上げた。
応安3年（1370年）に狭間氏の菩提寺・籍水山龍祥寺が放牛和尚によって開山されている。
狭間親貞は主君・大友親治に従って大内氏と戦い、豊前国規矩郡に詰め寄った。
戦国時代以降も狭間氏は大友家に重用される。

### 代々当主
狭間氏は初代から6代までの通名を「直」、7代から14代は「親」、15代以降は「秀」とした。
- 大友親秀‐狭間直重‐泰重-直親-政直-資直-英直-親賢-親宣[注釈 16]-親政[注釈 17]-親貞-親益-親幸-親富-親年-長秀-鑑秀-鎮秀[注釈 18]-塩松丸[注釈 19]

### その他
作詩・作曲が挾間奉安、編曲が加藤正人の『陣屋の歌』という鎮秀の歌が作られている。
二宮修二氏（由布市文化財調査委員会委員長）と 佐藤末喜氏（挾間史談会事務局長）らによる研究も進んでいる。

## 参考資料
- 『狭間家譜』大分資料第四部
- 『狭間系譜』
- 『都甲文書』
- 『弘安図田帳』
- 『大友史料』
- 『狭間氏軍中状』
- 『大友家文書録』
- 『大友家文書』
- 『豊後国誌』
- 『増補訂正編年大友資料三』7号
- 『西治録』
- 『大友豊筑乱記巻之下』
- 『阿南荘船ヶ尾権現岳合戦之事』
- 『豊後大友物語』‐狭間久
- 二宮修二「狭間氏の活躍」『挟間史談』第1巻、挟間史談会、2010年4月、38-48頁、CRID 1050282812632850304。
- 『庄内町誌』
- 『挾間町誌』由布市狭間鬼瀬
- 『狭間史談』創刊号、第二号、第三号

## 関連文献
- 梅野敏明「狭間鎮秀誅殺事件に関する考察」『挟間史談』第3巻、挟間史談会、2013年3月、66-69頁、CRID 1050845762586281344。